# Kumlinge

Ålands kommuner

Kumlinge är en kommun och ort i nordöstra Ålands skärgård, i det självstyrda landskapet Åland i Finland. Kommunen omfattar cirka 800 öar, varav Kumlinge, Enklinge, Seglinge och Björkö har fast befolkning. Kumlinge har knappt 300 invånare och en landyta på 99,1 km². Kommunen består av fyra byar och några enstaka hemman.

## Etymologi
Namnet Kumlinge är dokumenterat sedan 1400-talet i former som Cumblinge (1478), Kumlinge (1484), Cwmblinge (1537), Kumblinga (1543) och Kumblingh (1547). Förleden kan härledas till ordet kummel med betydelsen 'sjömärke av sten', men kan även syfta på 'gravvård' i runsvenskan.

## Historia
Bosättning på Kumlinge uppstod troligen under korstågstiden eller enligt svensk tideräkning under sen vikingatid/tidig medeltid, cirka 1025–1150 e.Kr. Under 1300-talet byggdes Kumlinge kyrka, helgad åt S:ta Anna, som till 1403 var kapell under Sund.
I november 1773 förliste en segelbåt mellan Kumlinge och Brändö vid Gravstensgrundet. Endast två av de tio ombord överlevde, och en minnessten finns på platsen.
Kumlingeslaget den 9 maj 1808 var en del av finska kriget och utgjorde kulmen på det åländska upproret. Cirka 450 åländska bönder, ledda av Johan Henrik Gummerus, besegrade en lika stor rysk styrka utanför Kumlinge prästgård. Tre ålänningar stupade och tre sårades. År 1920 restes en minnessten på Fälberget.

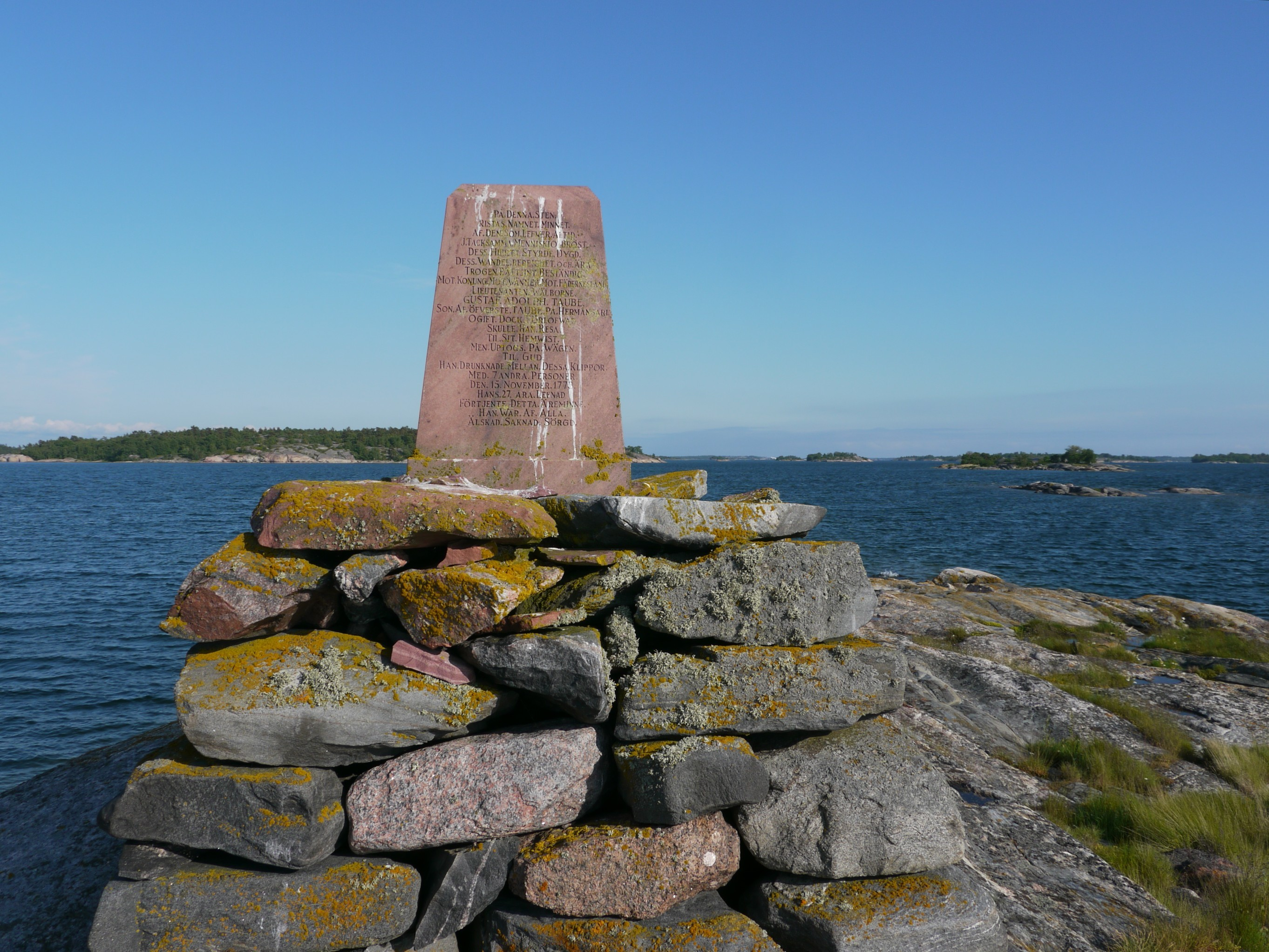
Minnessten vid Gravstensgrundet
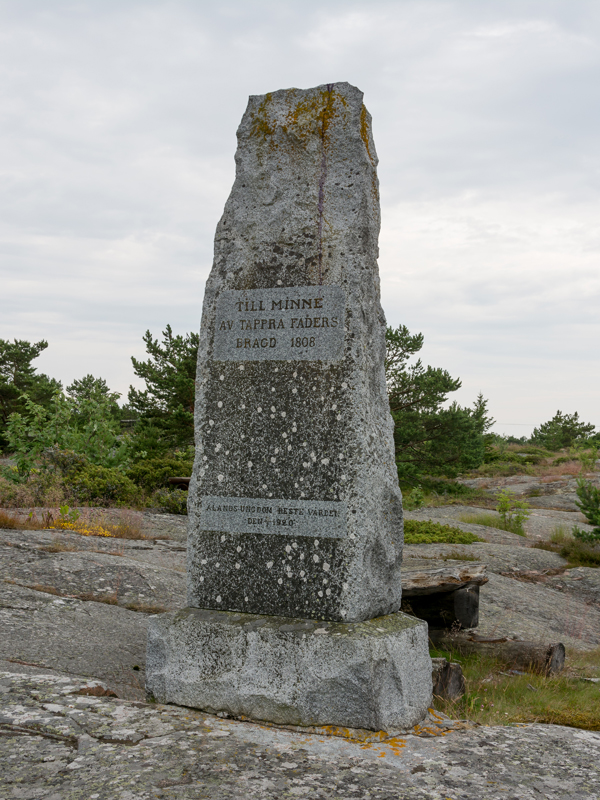
Minnessten vid Fälberget

## Geografi
Fjärden Delet skiljer Kumlinge från fasta Åland i väst och Lappofjärden från Brändö i öster. Kumlinge omfattar byarna Kumlinge, Enklinge, Seglinge och Björkö. Bland öarna märks även Bärö, Hättorna, Ingersholma, Lanto, Lillappo, Ljugarsholm, Synderstö, Söjskär och Yxskär. På Enklinge finns två naturreservat, Blacksund och Näset, båda knutna till Natura 2000.

## Ekonomi och infrastruktur

### Näringsliv
Kumlinges huvudnäringar är fiskodling, grönsaksodling och fiske. I kommunen finns post, banker, livsmedelsbutiker (i Kumlinge, Enklinge och Seglinge), värdshus och VVS-företag. I Remmarhamn ligger restaurang Kastören och på Bärö finns restaurang Glada Laxen, inhyst i den tidigare sjöbevakningsstationen.

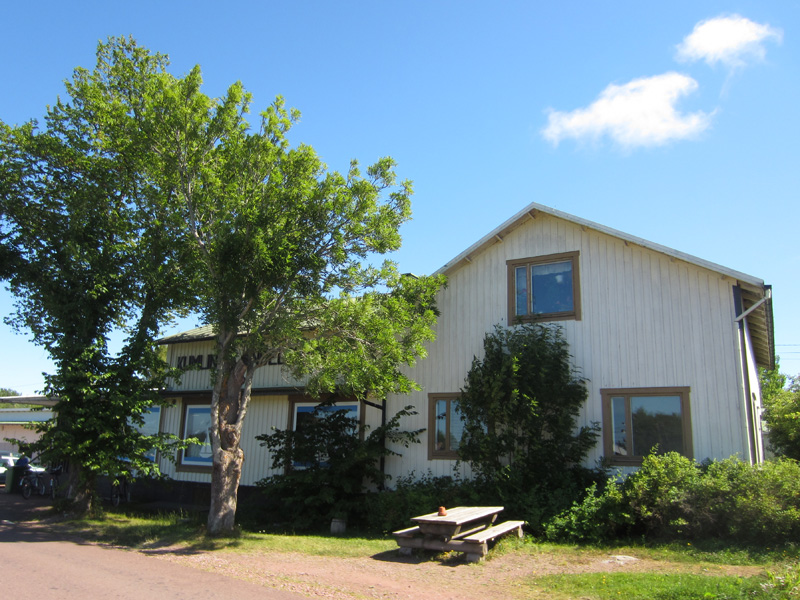
Kumlinge andelshandel
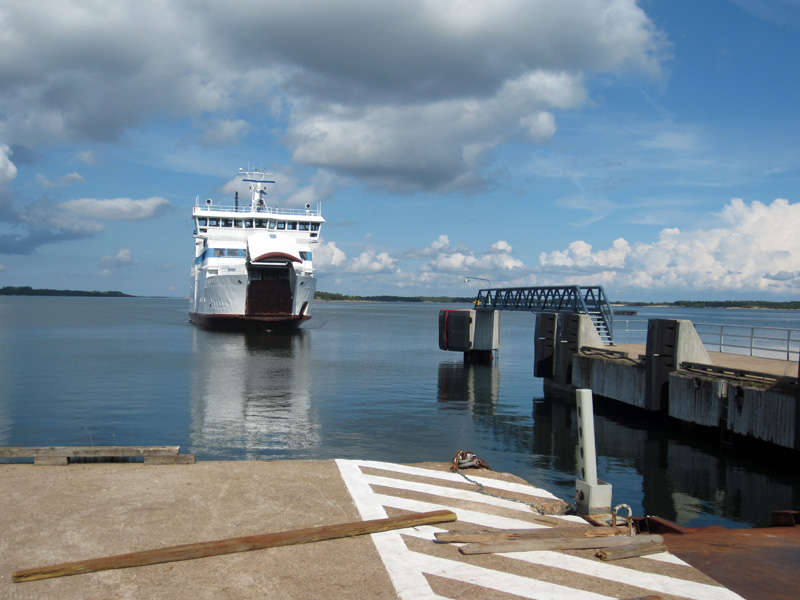
Alfågeln vid Kumlinge färjeläge

### Kommunikationer
Kumlinge trafikeras av två av Ålandstrafikens färjelinjer. Den norra linjen mellan Hummelvik på Vårdö och Torsholma stannar vid Enklinge och Kumlinge färjelägen. Den tvärgående linjen utgår från Långnäs på Lumparland och går till Snäckö sommartid. Övrig tid trafikeras endast sträckan Överö–Snäckö.
På Kumlinge finns Kumlinge flygfält (inrättat 1975), som är Ålands skärgårds enda flygfält.
Fyra gästhamnar finns i kommunen:
- Kumlinge gästhamn
- Enklinge besökshamn
- Seglinge gästhamn
- Glada Laxen (Bärö)

## Demografi

### Befolkningsutveckling
| Befolkningsutvecklingen i Kumlinge kommun 1910–2020 | Befolkningsutvecklingen i Kumlinge kommun 1910–2020 | Befolkningsutvecklingen i Kumlinge kommun 1910–2020 | Befolkningsutvecklingen i Kumlinge kommun 1910–2020 | Befolkningsutvecklingen i Kumlinge kommun 1910–2020 |
| --------------------------------------------------- | --------------------------------------------------- | --------------------------------------------------- | --------------------------------------------------- | --------------------------------------------------- |
|                                                     |                                                     |                                                     |                                                     |                                                     |
| År                                                  |                                                     |                                                     | Folkmängd                                           |                                                     |
| 1910                                                | 1910                                                |                                                     | 917                                                 |                                                     |
| 1920                                                | 1920                                                |                                                     | 895                                                 |                                                     |
| 1930                                                | 1930                                                |                                                     | 860                                                 |                                                     |
| 1940                                                | 1940                                                |                                                     | 833                                                 |                                                     |
| 1950                                                | 1950                                                |                                                     | 788                                                 |                                                     |
| 1960                                                | 1960                                                |                                                     | 625                                                 |                                                     |
| 1970                                                | 1970                                                |                                                     | 523                                                 |                                                     |
| 1980                                                | 1980                                                |                                                     | 454                                                 |                                                     |
| 1990                                                | 1990                                                |                                                     | 465                                                 |                                                     |
| 2000                                                | 2000                                                |                                                     | 405                                                 |                                                     |
| 2010                                                | 2010                                                |                                                     | 364                                                 |                                                     |
| 2020                                                | 2020                                                |                                                     | 307                                                 |                                                     |
| Anm: Uppgifterna avser 31 december varje år.        |                                                     |                                                     |                                                     |                                                     |

### Språk
Andel av befolkningen efter modersmål, 31 december 2024:
|  | Svenska (84,7 %) |

|  | Finska (7,7 %) |

|  | Övrigt (7,6 %) |

## Kultur
Kumlinge har en aktiv kulturscen, där festivalen Visor så in i Norden hålls varje sommar med både lokala och kända artister. Festivalen initierades 1997 av Harry Eriksson, och sedan 2000 drivs den av föreningen Visor så in i Norden.

### Sevärdheter
- S:ta Anna kyrka
- Museigården Hermas, Enklinge
- Kumlinge flygfyr
- Kulturcenter och gårdsmuseum, Kumlinge
- Kumlinge Apotek
- Minnesstenen över Kumlingeslaget på Fälberget
- Jättegrytor, Seglinge – vandringsled cirka 7 km, med start vid bysmedjan i Seglinge by.
- Två kortare vandringsleder (3 respektive 3,4 km) mellan Remmarhamn och Kumlinge kyrka

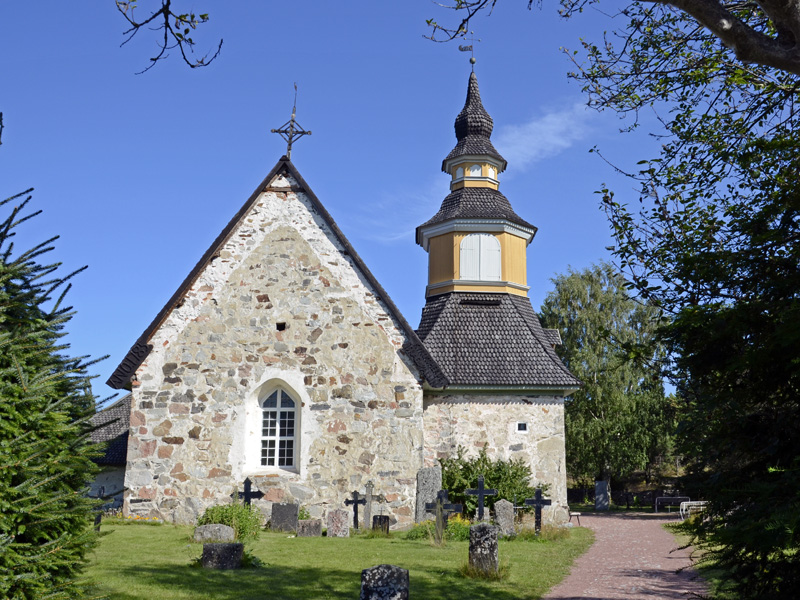
Kumlinge kyrka
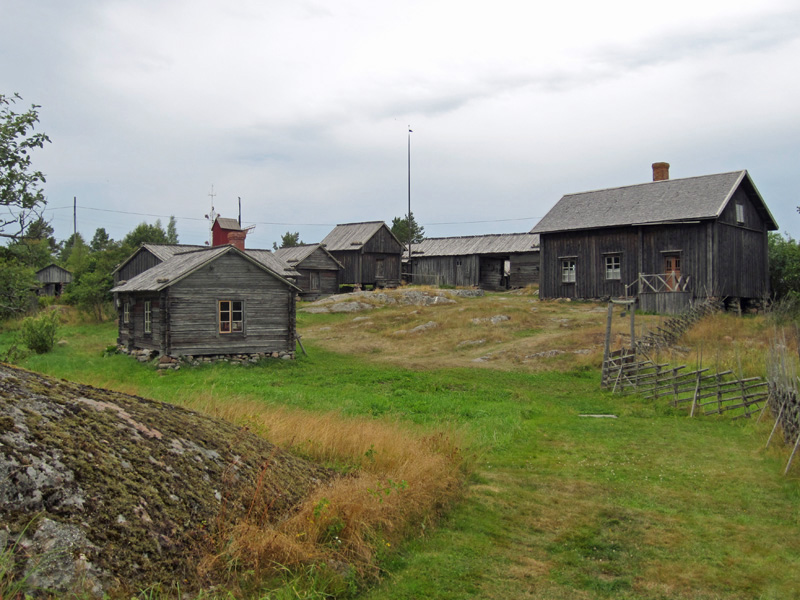
Museigården Hermas
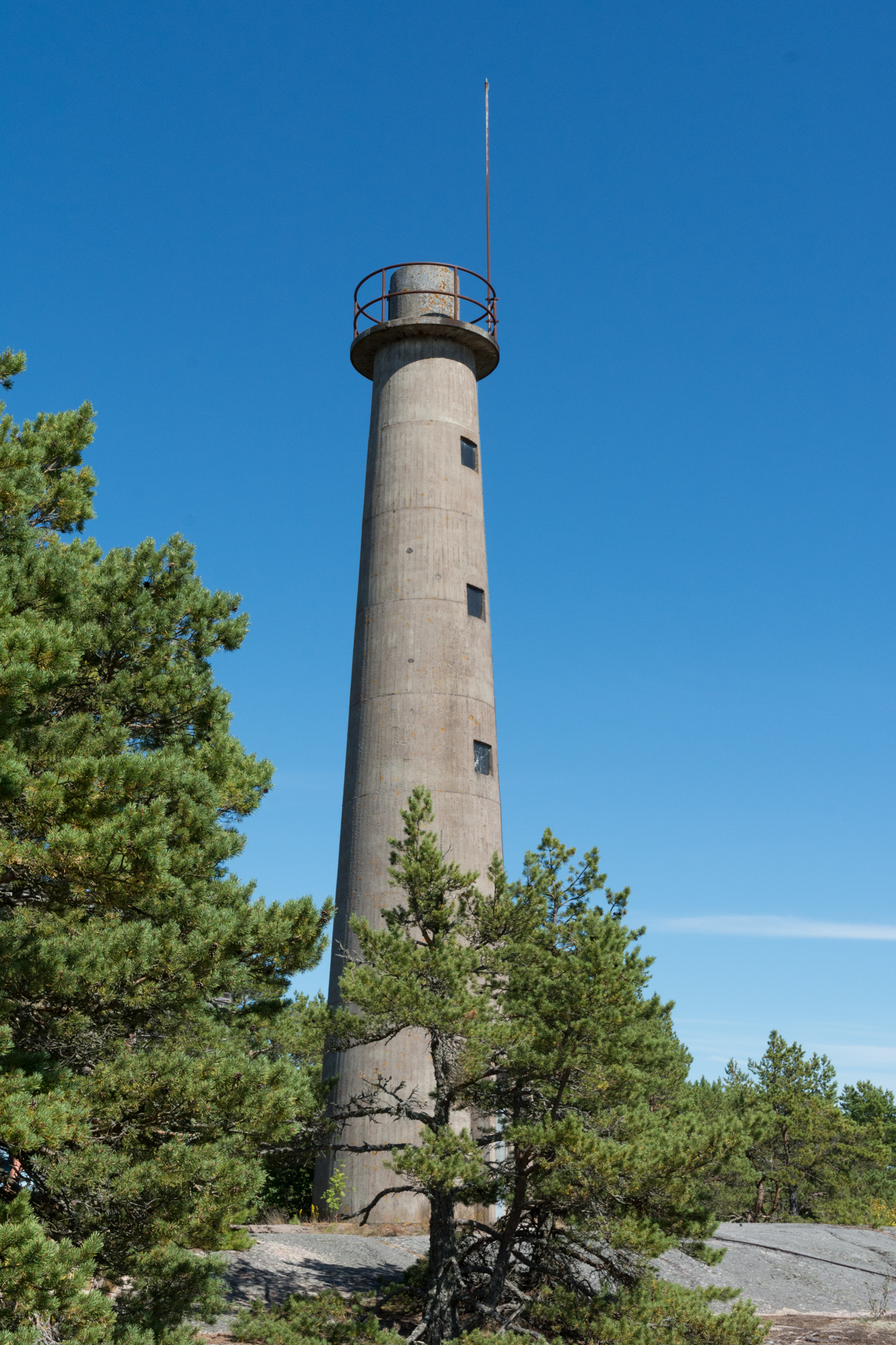
Kumlinge flygfyr
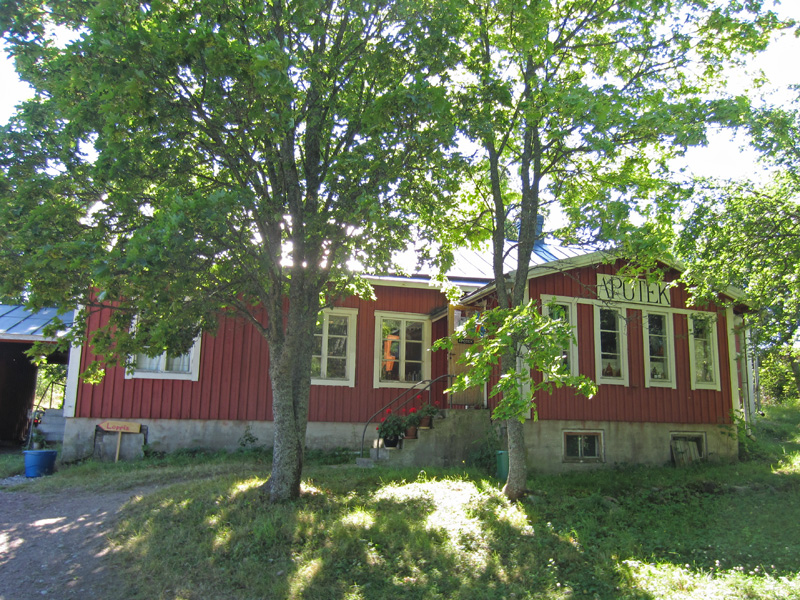
Kumlinge apotek

### Personer med anknytning till Kumlinge
- Eva Sundberg, författare och dialektforskare, bosatt i Björkö